# Б'ярні Бенедіктссон
Б'ярні Бенедиктссон (ісл. Bjarni Benediktsson; нар. 26 січня 1970) — ісландський політичний діяч. Прем'єр-міністр країни у 2017 та у 2024 році.

## Життєпис
Здобув вищу освіту, закінчивши юридичний факультет Університету Ісландії. Пізніше стажувався в Німеччині та США. До приходу в політику працював адвокатом. Депутат альтингу від 2003 року. У березні 2009 очолив консервативну партію незалежності. Під його керівництвом партія виграла вибори в парламент, що відбулись 27 квітня 2013 року. Під час формування нового кабінету отримав портфель міністра фінансів та економіки.
На виборах 28 жовтня 2017 року на чолі правлячої партії незалежності Бенедиктссон виборов найбільше голосів (25,2 %).